# Josep Traité i Compte
Josep Traité i Compte (Olot, provincia de Gerona; 13 de septiembre de 1935-Olot, 7 de noviembre de 2022) fue un escultor, acuarelista y pesebrista español. Su obra más reconocida es la escultórica y consiste en esculturas de terracota policromada de pequeño formato (entre 15 y 30 cm) con dos tipos de temática: en primer lugar, la vida de la payesía (campesinado) catalana al principio del siglo XX, ya sea en el campo o en los pueblos, reflejando oficios, tareas agrícolas y ganaderas, tradiciones y ceremonias religiosas. Como segunda temática tiene el Belén (en Cataluña se denomina pesebre), con todas las escenas relacionadas con el nacimiento de Jesús, tales como la Anunciata a los pastores, la Natividad, la Adoración de los Reyes, la Huida a Egipto, etc.
Las obras de Traité figuran en colecciones públicas y privadas de todo el mundo, destacando la colección de más de cien piezas del Museo de la Vida Rural de Espluga de Francolí (Tarragona), una Natividad obsequiada al Papa Juan Pablo II, figuras de belén para la UNESCO y los conjuntos escultóricos que tienen casi todas las asociaciones belenísticas de Cataluña y de muchos lugares de España.

## Biografía
Josep Traité i Compte nació en Olot en 1935. Su carrera profesional está íntimamente ligada al taller de imaginería religiosa El Arte Cristiano, creada en Olot en el año 1880 por los hermanos Joaquín y Marian Vayreda con Josep Berga i Boix. Este taller fue el primero de los muchos que prestigiaron a Olot como principal proveedor a todo el mundo católico de imágenes religiosas y es prácticamente el último que se mantiene en la actualidad en Olot.
El abuelo paterno de Josep Traité fue portero de la industria desde su misma creación y tres generaciones consecutivas de la familia han vivido allí y han trabajado para el taller “de santos”. El padre de Josep, Manuel Traité i Figueres (Olot, 28 de diciembre de 1908) fue un prestigioso escultor de imágenes y creador de los modelos para su reproducción, mientras que su tío fue jefe de la sección de pintura de las imágenes.
Josep Traité trabajó en la empresa, en la que llegó a ser gerente, desde 1959 hasta 1995, tarea que compatibilizó con su labor artística independiente. Tras su jubilación se ha dedicado exclusivamente a la creación, siendo el artista olotino más conocido y de mayor prestigio.
Además de la formación artística que recibió de su padre y en los talleres de El Arte Cristiano, Traité tuvo una educación artística formal en la Escola de Belles Arts d’Olot (creada en 1783), donde ingresó a los diez años. Sus maestros fueron Martí Casadevall, Lluís Carbonell, Solé Jorba, Pere Gussinyé i Mas Collellmir, todos ellos prestigiosos artistas, pintores y escultores. Fue profesor de dibujo de esta Escuela durante los años 1970, así como profesor de belenismo para la Associació de Pessebristes d’Olot (la asociación de belenistas local)

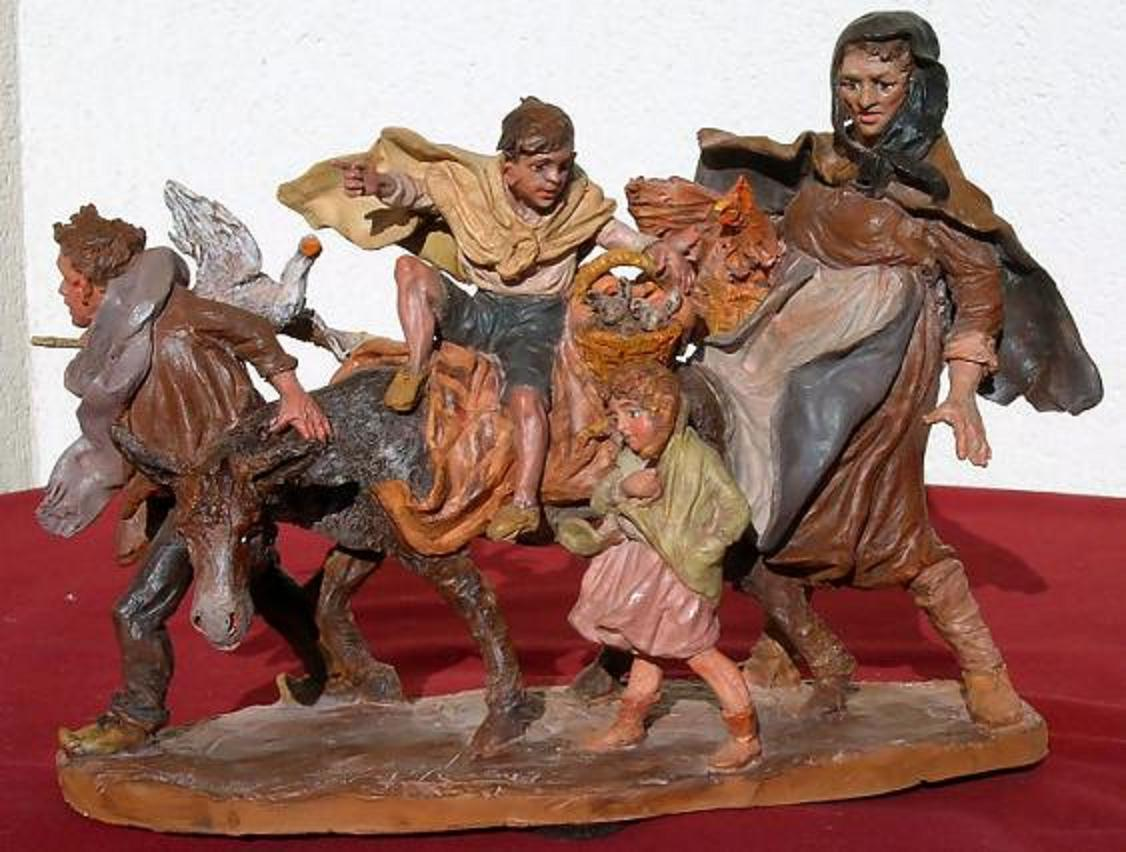
Cap el mercat, obra de Josep Traité de 2008.

## Creación artística
La labor de Traité en El Arte Cristiano fue fundamentalmente directiva y de gestión, aunque colaboró de forma esporádica en la creación de modelos de figuras religiosas, así como en algunos encargos especiales (como la nariz gigante del Teatro-Museo Dalí en Figueras o el busto del amante de Gala, en el mismo museo) y con otros talleres olotinos como Can Mató, El Arte Español, La Sagrada Família y Casa Bochaca.

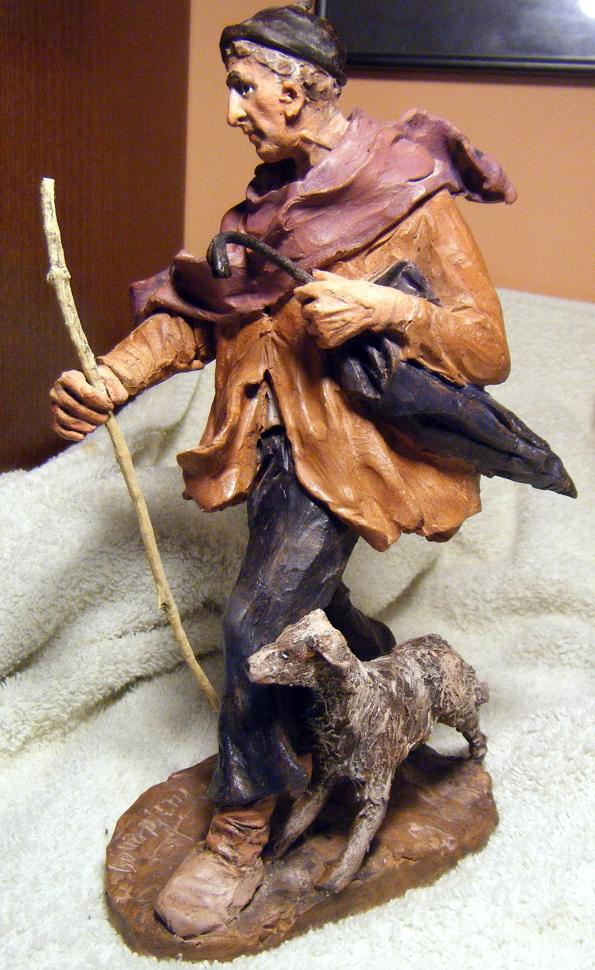
Tot passejant lo gos, Traité, 2009.

La obra escultórica de Traité se caracteriza por ser lo contrario de la producción del taller religioso; mientras que allí se hace una creación seriada, de tipo industrial, cubriendo todos los tamaños desde el monumental hasta el de sobremesa, con un material específico adecuado para su producción en cadena y su posterior uso intensivo en el culto público o privado (pasta de cartón madera, que fue declarado por la Iglesia católica “indulgenciable” y por tanto apto para el culto), las esculturas de Traité son de pequeño formato (no más de treinta o treinta y cinco centímetros), siempre están modeladas en barro que posteriormente es cocido a gran temperatura (en la técnica de la terracota) y posteriormente son policromadas con pinturas al óleo por el mismo artista con una gama de colores “terrosa”, cercana al material que utiliza y a su temática de ambiente campesino.
Traité se niega de forma habitual a realizar moldes para las figuras que crea y de ese modo hacer pequeñas tiradas limitadas de algunas de ellas (práctica normal entre los escultores para poder incrementar la divulgación de su obra y reducir su precio) de forma que sus figuras o grupos escultóricos son siempre únicos.
Pero la principal característica de las esculturas de Traité (de tipo figurativo, expresivas, barrocas y de carácter popular) es el movimiento de sus personajes, sus ropas y sus cabellos, que sus personajes siempre se mueven dentro de un ambiente muy ventoso, que agita sus ropas y sus cabellos. El artista reconoce que es un truco estilístico para dar “más animación” a sus creaciones.

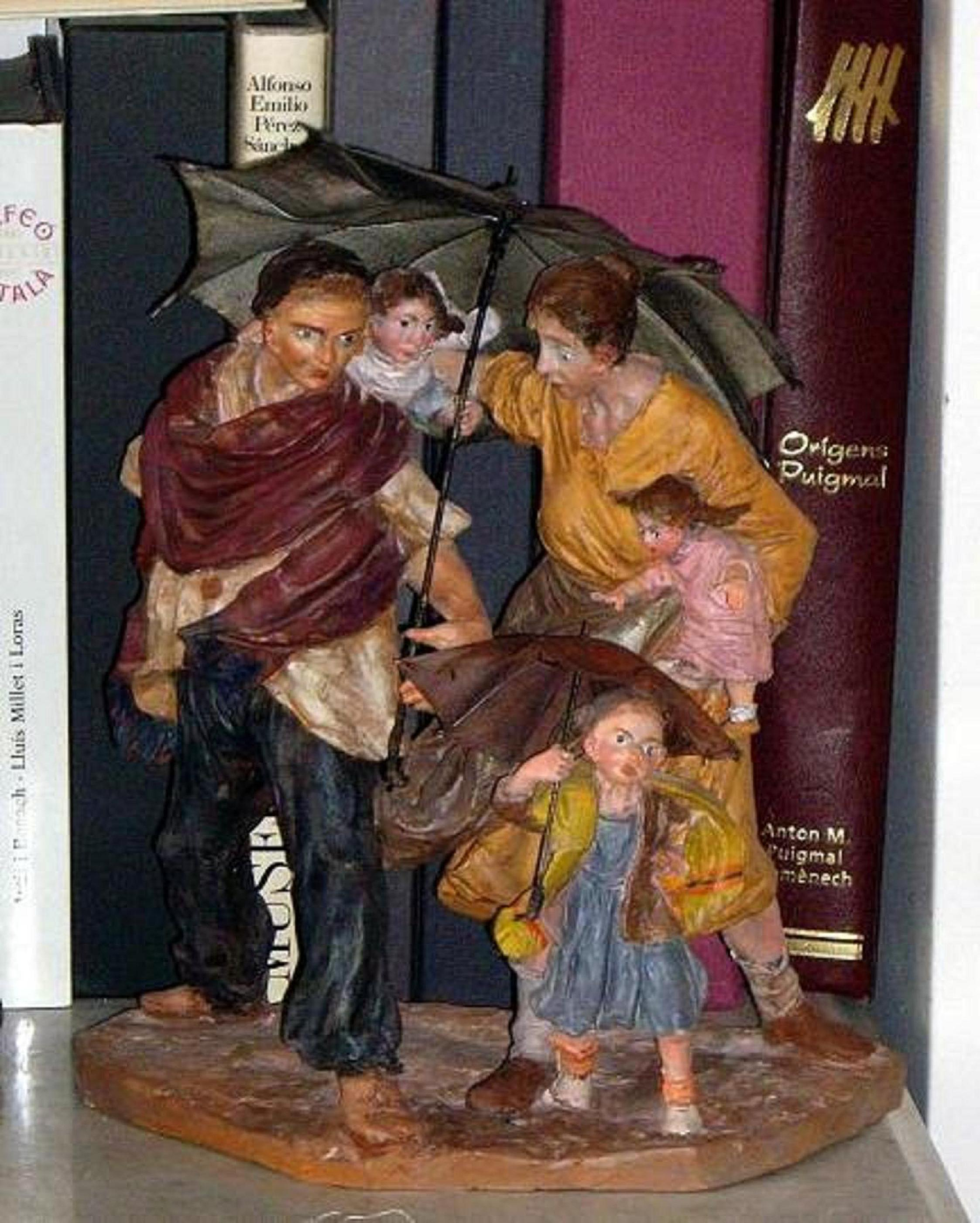
Familia sota el paraigües, Traité, 2008.

La obra magna de Traité consiste en la colección de figuras del Museo de la Vida Rural de Espluga de Francolí, donde por encargo del industrial y mecenas catalán Lluís Carulla i Canals (creador y propietario del grupo de empresas Gallina Blanca) creó más de cien conjuntos escultóricos donde se refleja el día a día de la vida en el campo y los pequeños pueblos catalanes, representando los acontecimientos de la vida cotidiana (el parto, la educación, los juegos, la enfermedad, la muerte), los oficios y tareas (el herrero, el tonelero, el carpintero, la vendimia, el segador, el boticario, el notario, la matanza del cerdo, etc) y las prácticas y fiestas católicas (Semana Santa, Navidad, Corpus, bautismo, comunión, matrimonio, extremaunción, funerales).
Como acuarelista ha obtenido más de treinta premios, cinco de ellos nacionales; las figuras de sus cuadros reflejan el movimiento y la vitalidad que tienen sus esculturas, caracterizándose sus acuarelas por la pincelada ágil y desigual.

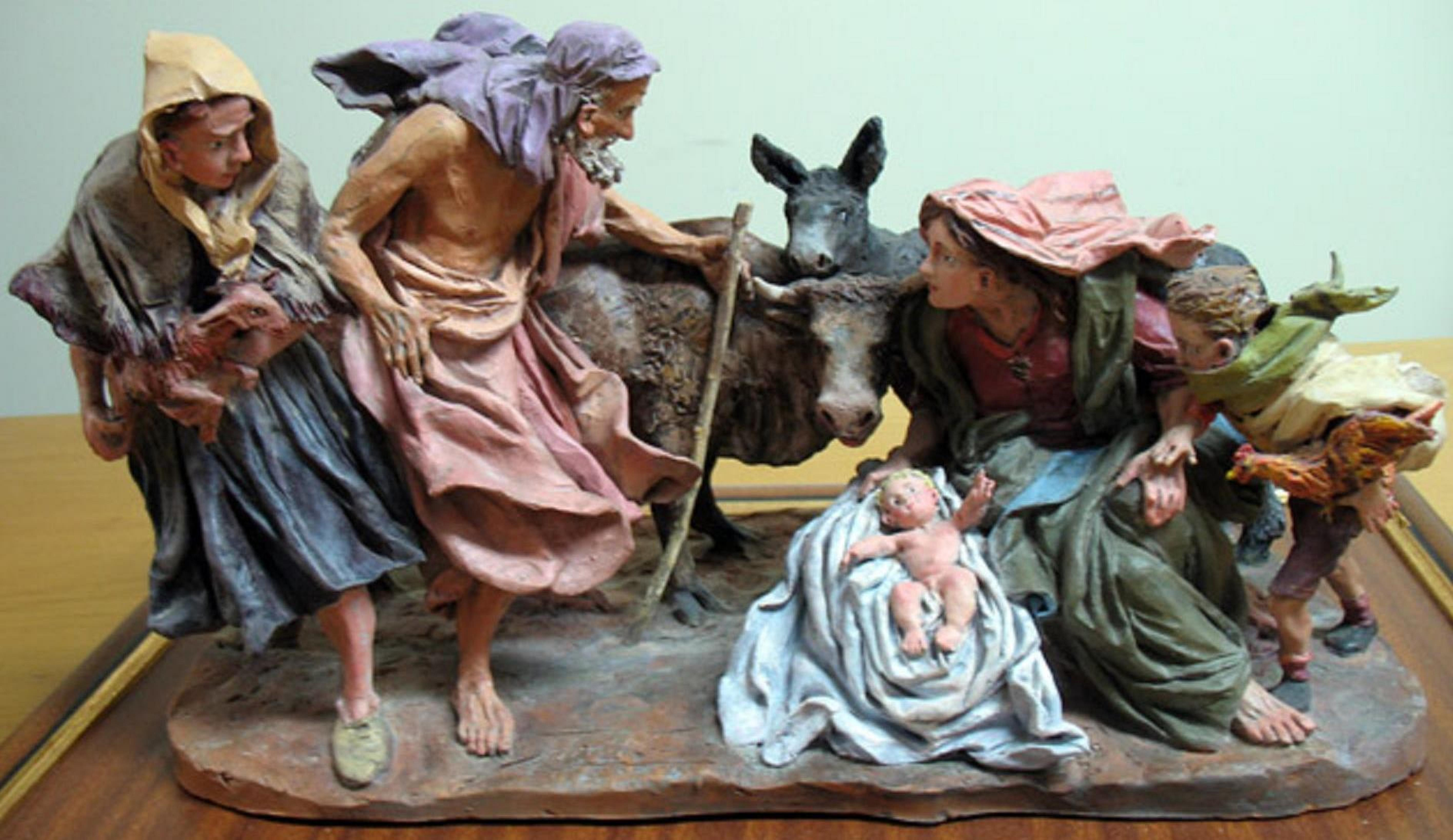
Natividad, Traité, 1995.

También es importante y muy característica la actividad de Traité como pesebrista (belenista). La ciudad de Olot es una de las cunas del belenismo catalán y español, fue allí donde inició y desarrolló su carrera como “figuraire” (escultor de figuras de belén), a partir de 1809, el artista Ramón Amadeu (con Salzillo, los primeros y posiblemente más importantes escultores belenistas), por lo que la afición de Traité al belén le resulta innata. Por una parte es creador de figuras para el belén, pero además es creador de “dioramas artísticos” (un tipo de presentación de las escenas en perspectiva aplicada por primera vez en el belén hacia 1912 por el pesebrista barcelonés Antoni Moliné) muy originales por la ambientación y arquitectura (siempre catalana, jamás palestina) sus figuras (creadas para su uso “in situ” en cada diorama específico, más esbozadas que modeladas) su pintura (entre impresionista y expresionista, jamás realista) y su clima ventoso, lluvioso y casi siempre nocturno. Su estilo ha creado escuela y es seguido por gran parte de los belenistas olotinos, diferenciándose su apariencia de forma radical del realismo detallado de las restantes asociaciones pesebristas catalanas. Su trabajo como pesebrista está reconocido también fuera de Cataluña: ganó por tres años consecutivos el primer premio del Concurso Nacional de Belenes de Valladolid, así como un año el primer Concurso Internacional de Figuras; ha participado en la Exposición Internacional de Belenes organizada en el año 1984 por la UNESCO en París, así como en la exposición internacional de Verona de 1985, entre otros muchos ejemplos.

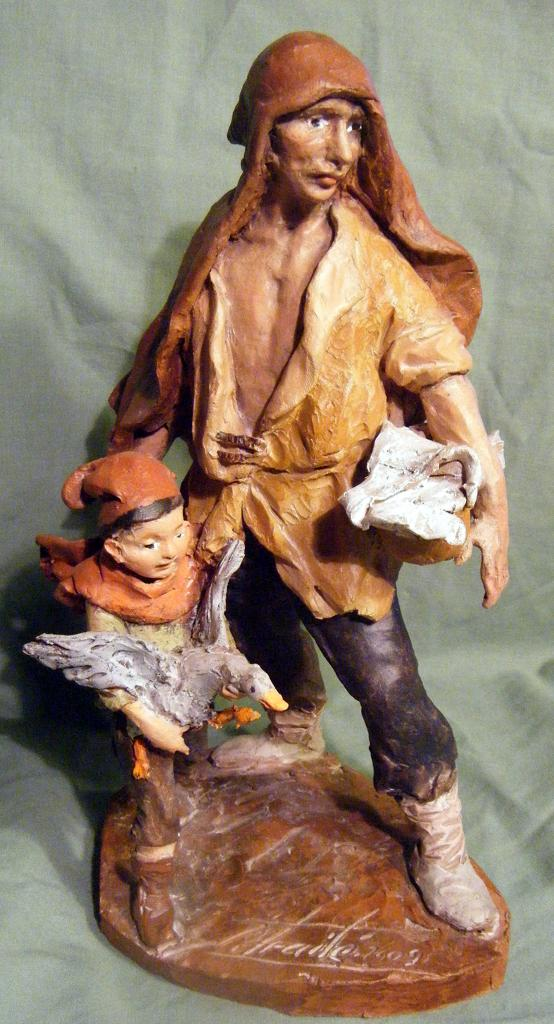
En Patufet i el seu pare, el de la Caputxa, Traité, 2010.

## Obras destacadas
Dado que sus figuras son de pequeño formato y el gran número de creaciones en más de cincuenta años de carrera, resulta imposible destacar una o varias esculturas concretas. Para apreciar de forma extensa la obra escultórico, resulta conveniente visitar la colección del Museo de la Vida Rural. Pueden contemplarse sus dioramas de belenes, en Navidad, en Olot, y durante todo el año en el Museo del Pesebre de Cataluña de San Vicente de Montalt (Barcelona), así como en numerosas asociaciones belenísticas catalanas y españolas. En el año 2000, realiza una imagen del Cristo de la preciosa sangre, para la cofradía de Santa María Magdalena, de Alhama de Murcia.